# Chloropoea tirikensis
Chloropoea tirikensis är en fjärilsart som beskrevs av Sheffield Airey Neave 1904. Chloropoea tirikensis ingår i släktet Chloropoea och familjen praktfjärilar. Inga underarter finns listade i Catalogue of Life.